# Превале (Літія)
Превале (словен. Prevale) — поселення в общині Літія, Осреднєсловенський регіон, Словенія. Висота над рівнем моря: 669,6 м.